# パーリ聖典協会
パーリ聖典協会（パーリせいてんきょうかい、英: Pali Text Society, 略称：PTS）とは、イギリスの仏教学者であったリス・デービッズによって、1881年にロンドンで設立された、パーリ語文書の研究組織。南伝上座部仏教の経典であるパーリ語経典や、パーリ語辞書の出版などを行い、その世界的な普及の中心的組織となって多大な影響を与えた。
日本で戦前に日本語訳された南伝大蔵経（1935年-1941年、全65巻）の底本となったのも、この組織が校訂・出版したテキストである。

## 歴史
リス･デービッズはイギリス領セイロンに文官として赴任したときにパーリ語と仏教を学んだ。帰国してから仏教学の専門家として研究を進めた。当時はパーリ語の仏典は写本の状態でヨーロッパ各地の図書館に埋もれており、まともに利用できる人は少なく、まして理解できる人はほとんどいなかった。このため初期英語文献協会に範を取って、パーリ語仏典の校訂を行ってラテン文字に翻字して出版し、研究者が利用しやすいようにした。また、英語への翻訳も行った。

## 出版物
協会はラテン文字によるパーリ語聖典本文を1882年以来順次出版しており、現在56部からなるセットを販売しているほか、別売もしている。英語訳（33部）も販売している。1996年にはタイ王国のタンマカーイ寺からCD-ROM版が出版された。
1882年から機関紙『Journal of the Pali Text Society』を発行し、短い本文はここに載せていたが、1927年に停刊した。1978年に8冊にまとめて出版された。1981年に復刊し、不定期に刊行されている。バックナンバーは協会のサイトからダウンロードできる。
ほかにコンコーダンスや辞典（リス・デービッズによる1921-1925年のパーリ語辞典など）も出版している。